# Orsai
Orsai fou una revista de distribució mundial fundada el 2011 per Hernán Casciari i Christian Basilis. Comptava amb articles humorístics, còmics, contes, entrevistes, perfils, cròniques i reportatges, apostant pel periodisme narratiu. Les seves portades se singularitzaven per estar il·lustrades sense incloure cap titular. La revista va prescindir dels canals de distribució habituals i els països on tenia més lectors eren Argentina, Espanya, Uruguai, Mèxic i Xile. El 2011 va obrir un bar homònim a l'Argentina que servia de punt de trobada de la seva comunitat de lectors.
L'origen d'Orsai es troba a la blognovel·la Más respeto, que soy tu madre, on Casciari va preguntar als lectors la idoneïtat de llançar un nou mitjà. Va néixer amb una periodicitat trimestral i per a la primera edició, que va aparèixer el gener del 2011, va vendre 10.080 exemplars. La inversió inicial va assolir els 100.000 euros i milers de persones van comprar el primer número en prevenda. Tanmateix, a finals de 2011 va tenir 50.000 euros de pèrdues i el 2012 va aconseguir una base de 5000 subscriptors per garantir la viabilitat del projecte. Finalment, el 2013, la revista va desaparèixer després de la publicació de tretze números a causa de la seva fràgil viabilitat.